# Лого (язык)
Лого — язык, распространённый в Восточной провинции Демократической Республики Конго. Относится к группе мору-мади центральносуданской семьи нило-сахарской макросемьи. Число носителей по данным на 1989 год составляет 210 000 человек. Выделяют диалекты: огамби (северный лого), дока, лоля, обилебха, бхагира, бари и др.
Наиболее близкородственные языки — авокая и оми.